# Amatus van Sion
Amatus (- overleden 690) was monnik in het Sint-Mauritiusklooster te Saint-Maurice (Zwitserland) en werd tot bisschop van Sion benoemd. 
Volgens de legende wierp hij handenvol geld in de rivier om de hebzucht aan de kaak te stellen. Hij nam de verdediging op van een mindere man die uitgebuit werd door de Merovingische koning Theuderik III. Hij viel in ongenade en werd in ballingschap gestuurd.
Zijn feestdag is op 13 september.